# Barclay (adelsätt)
Barclay är en uradlig skotsk ätt och klan, tidigare med en gren representerad på Riddarhuset i Stockholm.

## Historia
Barclay, tidigare de Berkeley, är namnet på en uradlig skotsk ätt och klan. Släkten inkom under slutet av 1000-talet från Normandie, först till Berkeley i Gloucestershire, innan den flyttade norrut med Richard de Berkeley, lord av Ardrossan, som den först dokumenterade familjemedlemmen i Skottland. Richards yngre son, Walter de Berkeley, utnämndes till Chamberlain of Scotland.
Roger de Berkeley, yngre son till Roger V de Berkeley, lord of Dursley, flyttade under tidigt 1200-tal till Skottland. Hans son, Sir Hugh de Berkeley, Justiciar of Lothian, fick flera barn. Dottern Euphemia gifte sig med William, Earl of Ross, och från hennes bröder, Patrick, David och Walter II de Berkeley, härstammar ättens huvudgrenar.
En numera utslocknad gren naturaliserades som svensk adel och introducerades på riddarhuset som ätt nr 562.

## Tidiga medlemmar i Norden
- William Barclay (1603-1676) till Wraa, nu Fredriksdal. Härstammandes från grenen Barclay of Towie, tjänstgjorde för Sverige under 30-åriga kriget. Han blev 1646 överste i kavalleriet och naturaliserades 1648 som svensk adelsman.[3][4] Under Riksdagen 1654 blev han med kungligt brev och bördsbevis introducerad som ätt nr 562. Riksdagsprotokollet visar närheten till flera sedan tidigare introducerade skotska ätter; Är af gammal Adel i Skottlandh, det han framdeles förplichtar sigh till att bewijsa, och tillbiuder sigh således att göra Ridderskapet satisfaction. Duglas, Hamelthon och Fletwod wittnade så sant wara, refererade sigh ock till Weliam Philp och Forbes.[5] 1665 utnämndes William till Generalmajor. Han fick fem söner och en dotter med frun Margareta Becker, dog 1676 och begravdes i Vagnhärads kyrka där hans huvudbaner sattes upp. Denna svenska gren är idag betraktad som utslocknad.[2][6]
- David Barclay (1610-1686), huvudman för grenen Barclay of Mathers. Tjänstgjorde för Sverige som major under 30-åriga kriget för att återvända hem till Skottland där han blev kväkare och pacifist. Hans son Robert Barclay blev en av kväkarrörelsens främsta teologer.[7]

- Johan Stephan Barclay. Bosatte sig 1664 i Riga. Hans far, Peter Barclay, var en släkting till Sir Patrick Barclay of Towie[8], och Johan Stephan skrev sig i Riga som de Tolli. Han fick flera söner varav Heinrich blev svensk löjtnant, Johan svensk kapten och Stephen (f.1677), som 1699 tog dansk-norsk tjänst i Bergenhus regemente, major år 1718. Stephen dog i Voss, Norge, 1732.[9] Johan Stephans barnbarn, Weinhold Gotthard (1734-1881), gifte sig med Margarethe Eleonore von Smitten och fick sonen Michael Andreas Barclay de Tolly.[7]

- Michael Andreas Barclay de Tolly (1761–1818). Rysk fältmarskalk, furste och generalguvernör. Intog i mars 1809 Umeå genom att korsa den frusna kvarken från Vasa, varefter han utnämndes till rysk generalguvernör över Finland.[10] Efter sonen Ernst Magnus död 1871 slöts grenen på svärdssidan, men furstetiteln kom genom kejserligt dekret att fortgå kognatiskt genom Michails syster, Gertrude Christine Anna von Lueder. 1872 upphöjdes hennes son Alexander Magnus Friedrich von Weymarn, till furste.[7]
- Nicolas Barclay de Tolly-Weymarn (f.1892). Furste och barnbarn till Alexander Magnus Friedrich de Tolly-Weymarn. Gifte sig 1933 i Helsingborg med Sonja Ingelsson, dotter till den framlidne konsuln Carl Ingelsson.[7][11] Under rubriken Ny svensk furstinna, rapporterade Svensk Damtidning att bröllopslunchen intogs i konsulinnans charmanta chateua, Villa Elisabeth efter vilken de unga tu avreste i flygmaskin till kontinenten.[12] De båda bebodde Stenfors i Tingsryds kommun 1937–1958.[13]

- Alexander Barclay (1778–1833). Grundare av handelshuset Alex. Barclay & Co, inkom 1807 till Göteborg från Hamburg. Alexanders brorson, John Barclay (1810–1862) förvärvade Gunnebo slott.[14][15]
- Sir Colville Adrian de Rune Barclay (1869–1929). Diplomat, Storbritanniens envoyé i Sverige 1919-1924. Son till Sir Colville Arthur Durell Barclay, 11th Baronet. Far till Colville Herbert Sanford Barclay, 14th Baronet.[16]

## Namnet i Sverige idag
Den 31 december 2020 var 51 personer med efternamnet Barclay folkbokförda i Sverige.